# Karsten Dahmen
Karsten Dahmen (* 1969) ist ein deutscher Klassischer Archäologe und Numismatiker.

## Leben
Karsten Dahmen studierte Klassische Archäologie, Alte Geschichte sowie Ur- und Frühgeschichte. 1999 schloss er seine Promotion an der Universität Münster mit einer Dissertation zum Thema Untersuchungen zu Form und Funktion kleinformatiger Porträts der römischen Kaiserzeit ab. 2004 forschte er als Stipendiat der Alexander-von-Humboldt-Stiftung zur Ikonografie Alexanders des Großen auf hellenistischen und kaiserzeitlichen Münzen. 2005 wurde er Museumsassistent am Münzkabinett Berlin im Bode-Museum, wo er sowohl an der Neueinrichtung der Dauerausstellung wie auch an der Erarbeitung des Internet-Katalogs des Münzkabinetts beteiligt war. Zwischen 2007 und 2009 bearbeitete Dahmen den Münzbestand aus der merowingischen Zeit des Berliner Münzkabinetts. 2010 wurde er in Nachfolge des Medaillenfachmannes Wolfgang Steguweit wissenschaftlicher Mitarbeiter des Münzkabinetts in Berlin. Dort ist er vor allem für die spätantiken und byzantinischen, aber auch für die außerdeutschen Münzen und Medaillen der Neuzeit zuständig. Daneben ist Dahmen für die Weiterentwicklung und redaktionelle Kontrolle des Internet-Katalogs und für Normdatenportal des Münzkabinetts zuständig. 2018 wurde er in Nachfolge Bernhard Weissers, der Direktor wurde, stellvertretender Direktor des Münzkabinetts.
Dahmen ist Spezialist für die Erforschung der antiken Münzen, insbesondere der hellenistischen und spätantiken Prägungen.

## Schriften
- Untersuchungen zu Form und Funktion kleinformatiger Porträts der römischen Kaiserzeit. Scriptorium-Verlag, Münster 2001, ISBN 3-932610-10-5
- Geschichte im Kleinformat. Die römische Welt des 4. Jahrhunderts im Spiegel der Sammlung R. Heynen. Publikation des Museums Burg Linn, Krefeld 2002
- The Legend of Alexander the Great on Greek and Roman Coins. Routledge, London und New York 2007, ISBN 978-0-415-39451-2
- Das Netzwerk universitärer Münzsammlungen in Deutschland (NUMiD): Neue Perspektiven der Digitalisierung in der Numismatik